# Aleksander Kahane
Aleksander Kahane (ur. 30 maja 1906 w Łodzi, zm. po 1969 w Izraelu) – polski piłkarz, występujący na pozycji pomocnika, 3-krotny reprezentant Polski.

## Kariera klubowa
Wychowanek Klubu Turystów Łódź, w barwach którego występował w latach 1923–1926. Następnie, w roku 1927 grał w Cracovii, by w latach 1927–1929 znów przywdziewać trykot Klubu Turystów. Później reprezentował barwy dwóch stołecznych klubów – Legii i Polonii. Karierę zakończył w żydowskim klubie Hakoah Łódź, natomiast później wyjechał na stałe do Palestyny.

## Kariera reprezentacyjna
Kahane rozegrał 3 spotkania w reprezentacji Polski, debiutując 3 października 1926 w meczu ze Szwecją, rozegranym w Sztokholmie.